# Llanocetus denticrenatus
Lo llanoceto (Llanocetus denticrenatus) è un cetaceo estinto, forse imparentato con le balene attuali. Visse tra l'Eocene superiore e l'Oligocene inferiore (35-32 milioni di anni fa), e l'unico resto fossile conosciuto è stato ritrovato in Antartide.

## Descrizione
Conosciuto solo per frammenti di cranio e di una grande mandibola, questo animale doveva essere di enormi dimensioni: si stima che il solo cranio potesse raggiungere i due metri. L'animale possedeva denti multicuspidati, al contrario dei contemporanei archeoceti, che possedevano mascelle simili a pinze e denti conici. I denti dalle numerose cuspidi di Llanocetus erano molto simili a quelli dell'attuale foca granchiaiola (Lobodon carcinophagus) e potrebbero essere stati utilizzati in modo analogo, per filtrare il cibo.

## Classificazione
La morfologia della mandibola rigonfia e la caratteristica dentatura hanno fatto supporre ai paleontologi che questo animale fosse un membro arcaico del sottordine dei misticeti, il gruppo a cui sono ascritte balene e balenottere. Nonostante Llanocetus fosse sprovvisto di fanoni, è probabile che questo animale avesse adottato un analogo sistema di filtraggio dell'acqua e del cibo per nutrirsi, una probabile variante evolutiva della mandibola del Dorudon (suo potenziale diretto antenato).